# Aksai (Aktasch)
Der Aksai (russisch Акса́й, auch Асагалыль (Assagalyl), im Oberlauf: Боннойясси (Bonnoijassi)) ist ein linker Nebenfluss des Aktasch im russischen Föderationskreis Nordkaukasus.
Der Aksai entspringt an der Nordflanke des Andijski-Kammes in Dagestan. Im Oberlauf bildet er einen Gebirgsfluss. Er durchfließt das Bergland im äußersten Osten von Tschetschenien in nördlicher Richtung. Im Unterlauf erreicht er das Tiefland und erreicht wieder Dagestan. Er durchfließt das gleichnamige Dorf Aksai und nimmt kurz darauf den rechten Nebenfluss Jamansu auf. Schließlich wendet er sich nach Osten und Südosten und mündet schließlich in den Aktasch, einen linken Nebenfluss des Sulak. 
Der Flusslauf im Unterlauf des Aksai wurde in der Vergangenheit stark verändert. Früher floss der Aksai in östlicher Richtung südlich an Babajurt vorbei zum Meer. Heute wird sein Wasser über Kanäle nach Süden umgeleitet und erreicht den ebenfalls kanalisierten Aktasch.
Der Aksai hat eine Länge von 144 km. Er entwässert ein Areal von 1390 km². Ein Teil des Flusswassers wird zu Bewässerungszwecken abgeleitet.